# John LeCompt
John Charles LeCompt (ur. 10 marca 1973) – amerykański gitarzysta, były członek zespołu Evanescence.
Żonaty z Shelley, ma córkę Bethanie oraz brata o imieniu Jimmy. Jest współautorem piosenki Taking over me, umieszczonej na płycie Fallen oraz "All That I'm Living For" z albumu "The Open Door" zespołu Evanescence; jego wokal można usłyszeć w koncertowej wersji piosenki Bring Me to Life. W maju 2007 roku został wyrzucony z niewiadomych powodów z Evanescence.

## Instrumentarium
- ESP F-300FM
- ESP EC-1000
- ESP Viper-301
- ESP H-301
- ESP H-307